# Prakryti
Prakryti (sanskryt: प्रकृति, trl. prakṛti, od pra „przed” i kr „tworzyć, produkować”, ang. Prakriti) –  pramateria
prasubstancja stworzenia
, początkowa, pierwotna substancja stworzenia. W hinduizmie występuje obok puruszy.

## Wedanta
Prakryti jest energią rodzaju żeńskiego, kontrolowaną przez Brahmę (Stwórcę). Prakryti jest zawsze zależna. Zarówno żywe istoty, jak i materia znajdują się pod panowaniem, kontrolą. Żywe istoty – chociaż są integralnymi cząstkami Boga – mają być uważane za prakryti.

## Pojęcia szczegółowe
- awjakta prakryti
- alinga prakryti
- para prakryti
- mula prakryti
- indywidualna prakryti (w systemie trika)[4]